# GFK
Pour les articles homonymes, voir GFK (homonymie).
Ne doit pas être confondu avec GfK.
GFK est un groupe canadien de metalcore, originaire de la ville de Québec, au Québec. Composé de cinq membres, le groupe est formé en 1996. Les membres ont changé souvent afin de trouver le style qui correspond le plus à leur attitude et leurs sentiments. Maintenant formé de Jessy Baron au chant, Remy Verreault et Michael Beaudoin à la guitare, Éric « Rick the Wolf » Pelletier à la batterie et Claude Gallant à la basse le groupe. Le groupe cesse ses activités en 2009, ne donnant plus signe de vie.

## Biographie
GFK est formé en 1996 dans la ville de Québec, au Québec, Canada. Dans les sept premières années, GFK joue au Canada, en Europe et aux États-Unis avec des groupes tels que Propagandhi, Snapcase, 59 Times The Pain, Darkest Hour, Misconduct, Raised Fist, Undying, Boy Sets Fire, Alexisonfire, Agnostic Front, I Hate Sally, Malefaction, Despised Icon, Ion Dissonance et des groupes locaux.
Le groupe publie sa première cassette audio, The Social Responsibility Theory, en 2000. Deux ans plus tard, en 2002, le groupe signe au label New Horizons Records, et publie son premier album studio, In Defence of Politics en octobre 2002,. L'album est bien accueilli par la presse spécialisée. GFK comptera plus de 2 000 disques eux-mêmes en tournée[réf. nécessaire], plus tard distribués au Canada par LOCAL. Le troisième album studio du groupe, intitulé If Liberty Isn't Given, It Should Be Taken, est publié au cours du mois de septembre 2004 sur l'étiquette canadienne G7 Welcoming Committee,,. L'album est enregistré en deux mois entre avril et juin 2004.
En 2008, un split avec leurs compagnons de route I Hate Sally, est publié sur l'étiquette Underground Operations. Le groupe cesse ses activités en 2009, ne donnant plus signe de vie.

## Discographie
- 2000 : The Social Responsibility Theory
- 2002 : In Defence of Politics
- 2004 : If Liberty Isn't Given, It Should Be Taken
- 2006 : Thanatopolicy
- 2008 : I Hate Sally vs. GFK (split avec I Hate Sally)